# Овсянки (Пустошкинський район)
Овсянки (рос. Овсянки) — присілок в Пустошкинському районі Псковської області Російської Федерації.
Населення становить 6 осіб. Входить до складу муніципального утворення Пригородна волость.

## Історія
Від 2015 року входить до складу муніципального утворення Пригородна волость.

## Населення
| 2002 | 2010 |
| ---- | ---- |
| 22   | ↘6   |